# Peeples Valley, Arizona
Peeples Valley je naseljeno područje za statističke svrhe u američkoj saveznoj državi Arizona. Prema popisu stanovništva iz 2010. u njemu je živjelo 428 stanovnika.